# Werner Bleiner
Werner Bleiner, né le 26 mai 1946 à Tschagguns, est un skieur alpin autrichien.

## Palmarès

### Jeux olympiques d'hiver
| Épreuve / Édition | Descente | Slalom géant | Slalom |
| JO 1968 Grenoble  | —        | Disqualifié  | —      |
| JO 1972 Sapporo   | —        | 18e          | —      |

### Championnats du monde
| Épreuve / Édition         | Descente | Slalom géant | Slalom | Combiné |
| Mondiaux 1966 Portillo    | —        | 7e           | —      | —       |
| JO 1968 Grenoble          | —        | Disqualifié  | —      | —       |
| Mondiaux 1970 Val Gardena | —        | Argent       | —      | —       |
| JO 1972 Sapporo           | —        | 18e          | —      | —       |

### Coupe du monde
- Meilleur résultat au classement général : 7e en 1970
  - 2 victoires : 2 géants

#### Saison par saison
- Coupe du monde 1967 :
  - Classement général : 9e
- Coupe du monde 1968 :
  - Classement général : 21e
    - 1 victoire en géant : Oslo
- Coupe du monde 1970 :
  - Classement général : 7e
    - 1 victoire en géant : Voss
- Coupe du monde 1971 :
  - Classement général : 25e
- Coupe du monde 1972 :
  - Classement général : 39e

### Arlberg-Kandahar
- Meilleur résultat : 5e place dans la slalom et le combiné 1967 à Sestrières